# 1961年日本

## 政府
- 天皇：裕仁
- 內閣總理大臣：池田勇人

## 大事紀
- 1月25日——JCB成立。[1]
- 3月28日——名張毒葡萄酒事件。

## 出生
- 3月7日——高市早苗，政治人物。
- 6月17日——山寺宏一，配音員。
- 9月21日——高田由美，配音員。